# Burnley Football Club 2020-2021
Questa voce raccoglie le informazioni riguardanti il Burnley Football Club nelle competizioni ufficiali della stagione 2020-2021.

## Maglie e sponsor
| Casa | Trasferta | Terza maglia |

Sponsor ufficiale: American Express
Fornitore tecnico: Nike

## Rosa
Rosa e numerazione aggiornate al 2 febbraio 2021.
| N. |                             | Ruolo | Calciatore              |
| -- | --------------------------- | ----- | ----------------------- |
| 1  | Inghilterra (bandiera)      | P     | Nick Pope               |
| 2  | Inghilterra (bandiera)      | D     | Matthew Lowton          |
| 3  | Inghilterra (bandiera)      | D     | Charlie Taylor          |
| 4  | Inghilterra (bandiera)      | C     | Jack Cork               |
| 5  | Inghilterra (bandiera)      | D     | James Tarkowski         |
| 6  | Inghilterra (bandiera)      | D     | Ben Mee (capitano)      |
| 7  | Islanda (bandiera)          | C     | Jóhann Berg Guðmundsson |
| 8  | Inghilterra (bandiera)      | C     | Josh Brownhill          |
| 9  | Nuova Zelanda (bandiera)    | A     | Chris Wood              |
| 10 | Inghilterra (bandiera)      | A     | Ashley Barnes           |
| 11 | Inghilterra (bandiera)      | A     | Dwight McNeil           |
| 12 | Irlanda (bandiera)          | C     | Robbie Brady            |
| 15 | Irlanda del Nord (bandiera) | P     | Bailey Peacock-Farrell  |
| 16 | Inghilterra (bandiera)      | C     | Dale Stephens           |
| 18 | Inghilterra (bandiera)      | C     | Ashley Westwood         |
| 19 | Inghilterra (bandiera)      | A     | Jay Rodriguez           |

| N. |                        | Ruolo | Calciatore               |
| -- | ---------------------- | ----- | ------------------------ |
| 23 | Paesi Bassi (bandiera) | D     | Erik Pieters             |
| 25 | Inghilterra (bandiera) | P     | Will Norris              |
| 26 | Scozia (bandiera)      | D     | Phil Bardsley            |
| 27 | Rep. Ceca (bandiera)   | A     | Matěj Vydra              |
| 28 | Irlanda (bandiera)     | D     | Kevin Long               |
| 31 | Inghilterra (bandiera) | D     | Richard Nartey           |
| 33 | Inghilterra (bandiera) | A     | Max Thompson             |
| 34 | Irlanda (bandiera)     | D     | Jimmy Dunne              |
| 35 | Francia (bandiera)     | C     | Anthony Gomez Mancini    |
| 38 | Inghilterra (bandiera) | A     | Lewis Richardson         |
| 40 | Danimarca (bandiera)   | P     | Lukas Jensen             |
| 41 | Inghilterra (bandiera) | C     | Josh Benson              |
| 44 | Inghilterra (bandiera) | C     | Mace Goodridge           |
| 45 | Inghilterra (bandiera) | D     | Anthony Driscoll-Glennon |
| 46 | Svezia (bandiera)      | A     | Joel Mumbongo            |

## Statistiche

### Statistiche di squadra
Statistiche aggiornate al 23 maggio 2021.
| Competizione   | Punti | In casa | In casa | In casa | In casa | In casa | In casa | In trasferta | In trasferta | In trasferta | In trasferta | In trasferta | In trasferta | Totale | Totale | Totale | Totale | Totale | Totale | DR  |
| Competizione   | Punti | G       | V       | N       | P       | Gf      | Gs      | G            | V            | N            | P            | Gf           | Gs           | G      | V      | N      | P      | Gf     | Gs     | DR  |
| -------------- | ----- | ------- | ------- | ------- | ------- | ------- | ------- | ------------ | ------------ | ------------ | ------------ | ------------ | ------------ | ------ | ------ | ------ | ------ | ------ | ------ | --- |
| Premier League | 39    | 19      | 4       | 6       | 9       | 14      | 27      | 19           | 6            | 3            | 10           | 19           | 28           | 38     | 10     | 9      | 19     | 33     | 55     | -22 |
| FA Cup         | -     | 2       | 0       | 1       | 1       | 1       | 3       | 1            | 1            | 0            | 0            | 3            | 1            | 3      | 1      | 1      | 1      | 4      | 3      | 1   |
| League Cup     | -     | 2       | 0       | 1       | 1       | 1       | 4       | 1            | 1            | 0            | 0            | 2            | 0            | 3      | 1      | 1      | 1      | 3      | 4      | -1  |
| Totale         | -     | 23      | 4       | 8       | 11      | 16      | 34      | 21           | 1            | 8            | 3            | 10           | 29           | 44     | 12     | 11     | 21     | 40     | 62     | -22 |